# Nearchos
Nearchos (tiếng Hy Lạp: Νέαρχος; k. 360 – 300 TCN) là một trong số các vị tướng và cũng là tư lệnh hạm đội trong quân đội của Alexandros Đại đế.

## Tiểu sử
Ông là một cư dân bản địa của Lato  ở Crete và là con trai của Androtimos. Gia đình ông đã định cư tại thành phố Amphipolis ở Macedonia dưới triều đại của Philippos II (chúng ta phải giả sử là sau khi Philippos chiếm thành phố này vào năm 357 TCN) và vào thời điểm đó Nearchos có thể là một cậu bé.
Ông gần như chắc chắn là lớn tuổi hơn Alexandros, Ptolemaios, Erigyios, và ‘những người bạn thời niên thiếu' khác; vì vậy tùy thuộc vào thời điểm Androtimos đặt chân tới Macedonia, Nearchos hoàn toàn có thể đã được sinh ra ở Crete.
Nearchos cùng với Ptolemaios, Erigyios, Laomedon, và Harpalos là các 'cố vấn' của Alexandros - ông đã bị Philippos cho lưu đày vì có liên quan đến việc giao thiệp với Pixodarus (A 3.6.5; P 10,4). Chúng ta không biết rõ địa điểm họ bị lưu đày đến nhưng họ đã được triệu hồi ngay sau khi Philippos qua đời và ngay khi Alexandros lên kế vị.
Sau khi được triệu hồi, những người này đã được nắm giữ quyền cao chức trọng. Nearchos được bổ nhiệm làm tổng trấn của Lycia và Pamphylia vào năm 334/3 TCN (A 3.3.6), đây là một trong những tổng trấn đầu tiên tiên được Alexandros bổ nhiệm. Năm 328 TCN, ông đã được miễn nhiệm khỏi chức vụ của mình và đoàn tụ với Alexandros ở Bactria, ông cũng đưa quân tiếp viện tới cho Alexandros trong dịp này. Sau cuộc vây hãm Aornus, Nearchos đã được cử là người chỉ huy một nhiệm vụ trinh sát- đặc biệt là để tìm hiểu về loài voi (A 4.30.5-6).
Năm 326 TCN, Nearchos được phong làm đô đốc của hạm đội được Alexandros cho xây dựng trên sông Hydaspes (A 6.2.3; Indica 18.10).

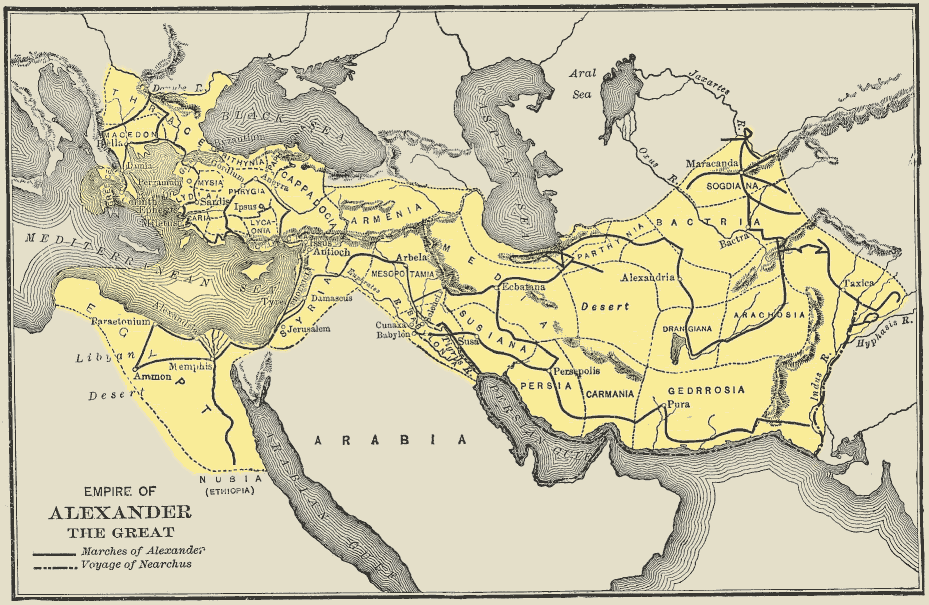
Bản đồ miêu tả cuộc hành trình của Nearchos và các chiến dịch của Alexandros - nó nằm trong tác phẩm Lịch sử thế giới cổ đại của George Willis Botsford Ph.D. và được xuất bản bởi Công ty MacMillan vào năm 1913

Trong chuyến đi một số tàu bị hư hại, và Nearchus được chỉ thị phải ở lại để giám sát việc sửa chữa, trước khi tiếp tục xuống sông.
Sau nhiều cuộc phiêu lưu, Nearchos đã đến được Carmania và đoàn tụ với Alexandros sau khi ông ta băng qua sa mạc Gedrosia. Alexandros đã ra lệnh cho ông tiếp tục hoàn thành chuyến đi của mình - ông đã đi thuyền tới tận sông Euphrates trước khi quay trở lại đoàn tụ với Alexandros tại Susa vào đầu năm 324 trước Công nguyên.
Nearchos đã kết hôn với con gái của Barsine và Mentor (7.4.6), và nhận được vương miện như là công nhận cho những công lao của mình (A 7.5.6). Sau đó, ông đã đưa hạm đội đến Babylon, nơi đó ông đã trao cho Alexandros lời cảnh báo của người Chaldean, không nên tiến vào thành phố (P 73,1-2). Nearchos có một vị trí trong kế hoạch cuối cùng của Alexandros, ông sẽ là đô đốc của hạm đội xâm lược Ả Rập, nhưng kế hoạch đã bị loại bỏ bởi cái chết của nhà vua.